# Litochovice
Litochovice jsou obec v okrese Strakonice v Jihočeském kraji. Leží zhruba čtyři kilometry východně od Volyně a dvanáct kilometrů jihovýchodně od Strakonic. Žije v ní 292 obyvatel.

## Historie
První písemná zmínka o obci pochází z roku 1400.
U Litochovic se v minulosti těžily pegmatity ke sklářským účelům.

## Obyvatelstvo
| Rok            | 1869 | 1880 | 1890 | 1900 | 1910 | 1921 | 1930 | 1950 | 1961 | 1970 | 1980 | 1991 | 2001 | 2011 | 2021 |
| -------------- | ---- | ---- | ---- | ---- | ---- | ---- | ---- | ---- | ---- | ---- | ---- | ---- | ---- | ---- | ---- |
| Počet obyvatel | 548  | 569  | 570  | 559  | 624  | 620  | 526  | 370  | 338  | 328  | 298  | 257  | 259  | 281  | 274  |
| Počet domů     | 83   | 88   | 94   | 96   | 97   | 98   | 99   | 101  | 89   | 86   | 82   | 90   | 98   | 106  | 108  |

## Obecní správa
Mezi lety 1850–1980 byly Litochovice obcí v okrese Strakonice. Od 1. dubna 1980 do 23. listopadu 1990 patřily jako část obce k Čepřovicím a od 24. listopadu 1990 jsou opět samostatnou obcí.

### Části obce
Obec Litochovice se skládá ze tří částí na třech katastrálních územích.
- Litochovice (k. ú. Litochovice u Volyně)
- Neuslužice (i název k. ú.)
- Střítež (k. ú. Střítež u Volyně)

## Pamětihodnosti
- Měšťanský dům – sídlo správce pražské kapituly z 16. století
- Kaple svatého Floriána

## Galerie

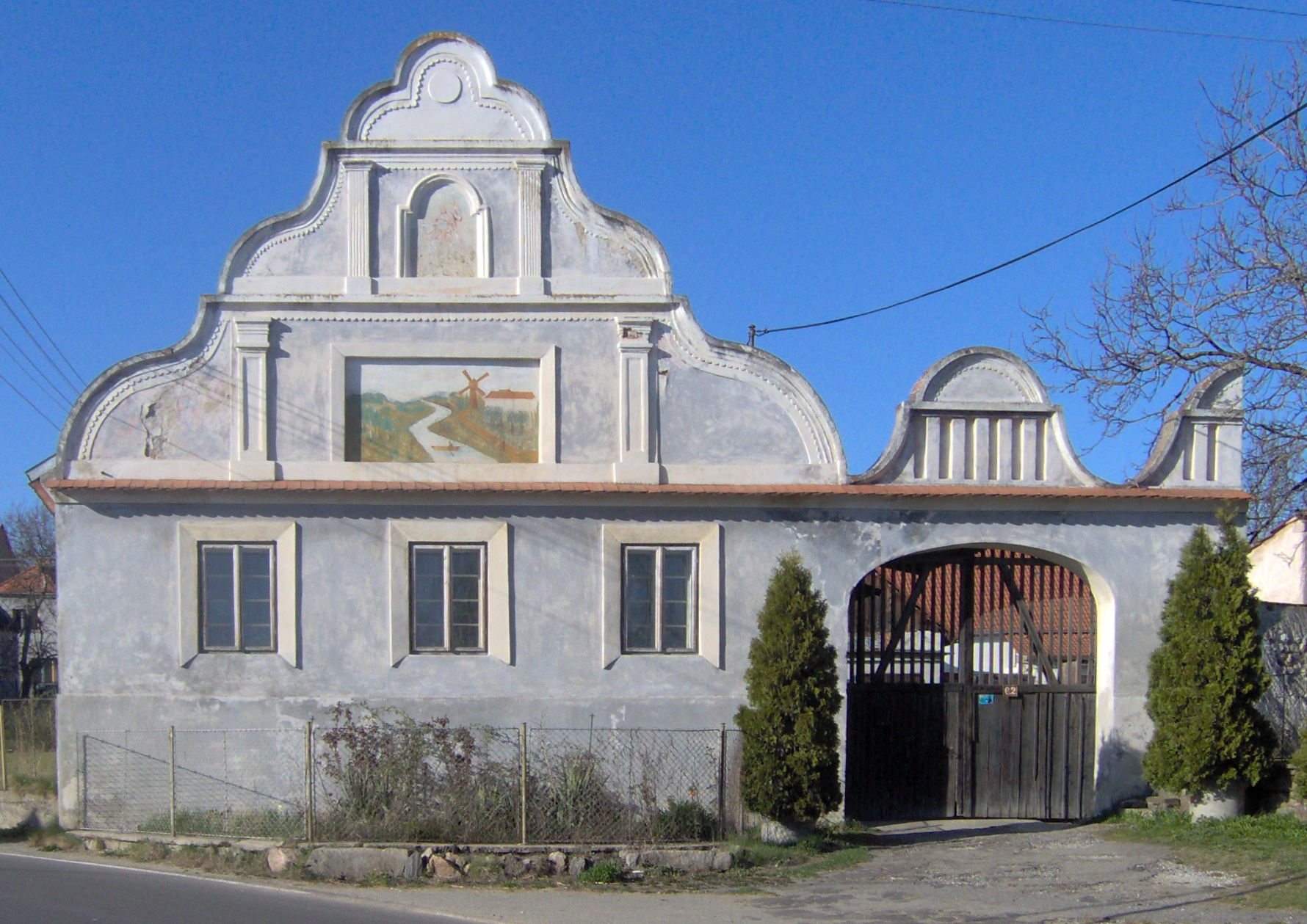
Dům se štítem ve stylu selského baroka
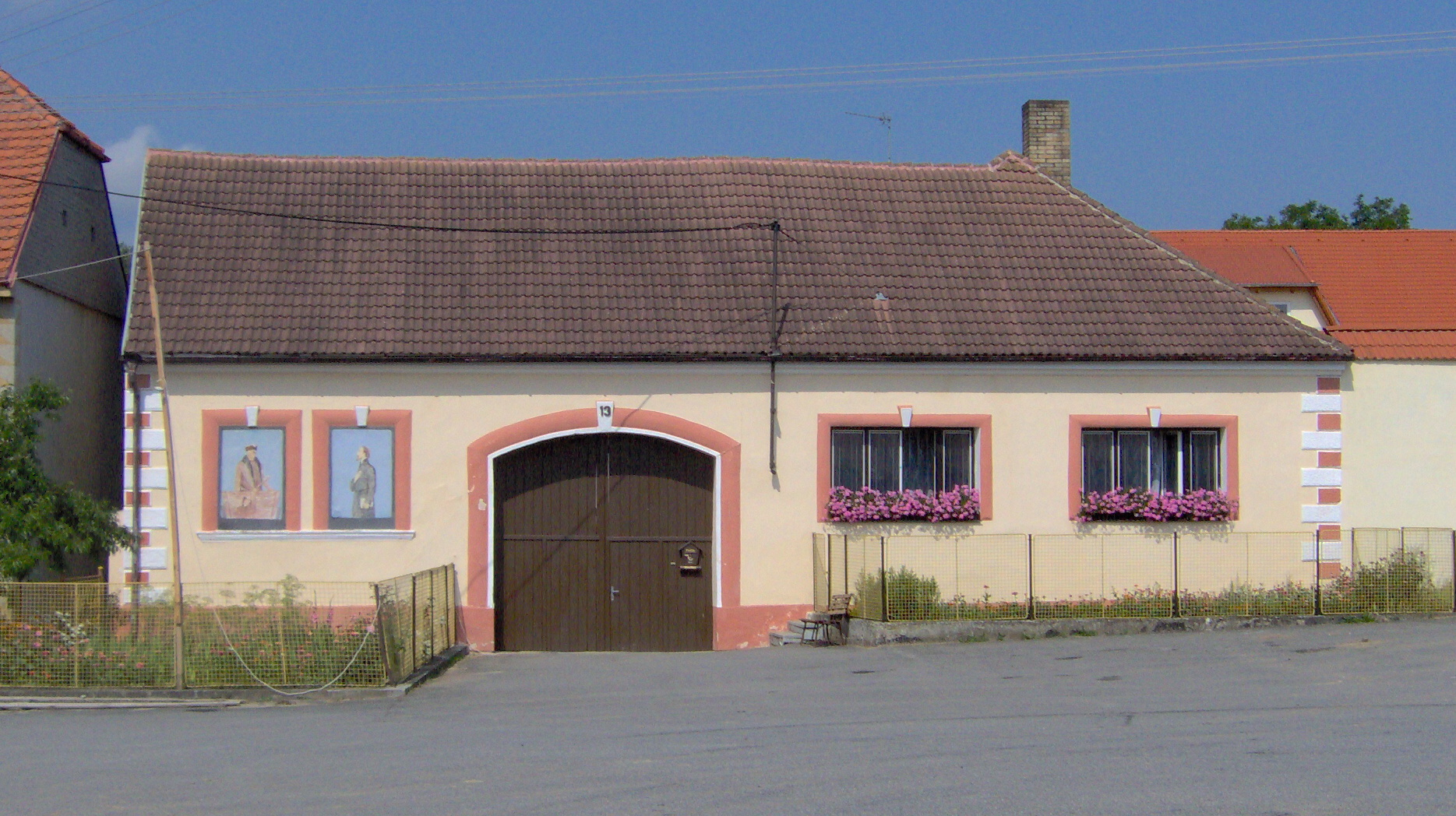
Dům v obci